# Razpotje (gmina Idrija)
Razpotje – wieś w Słowenii, w gminie Idrija. W 2018 roku liczyła 69 mieszkańców.